# Andreas von Steinberg
Andreas von Steinberg (fl. XIV secolo) fu un membro dell'Ordine teutonico e vice-maestro dell'Ordine di Livonia dal 1354 al 1375.
Ricoprì per due volte il ruolo di Gran maestro in maniera temporanea nel 1359-1360 e nel 1364.

## Biografia
Nel 1359, il Gran maestro Goswin von Herike morì, dopo essere stato a capo dell'Ordine di Livonia per 14 anni. A seguito della sua dipartita, ad assumere temporaneamente le funzioni di Landmeister fu Andreas von Steinberg, il quale rivestì tale compito tra la fine del 1359 e nel 1360. A subentrare in Livonia fu Arnold von Vietinghof.
Arnold von Vietinghof morì l'11 luglio 1364 in circostanze misteriose. Wilhelm von Vrymersheim divenne il suo successore, a seguito di un nuovo interregno, sempre presieduto da Andreas von Steinberg.